# Chimborazo (prowincja)
Prowincja Chimborazo – jedna z 24 prowincji w Ekwadorze. Chimborazo położone jest w środkowej części państwa, graniczy od północy z prowincją Tungurahua, od wschodu z prowincją Morona-Santiago, od południa z prowincją Cañar oraz od zachodu z prowincją Guayas.
Prowincja podzielona jest na 10 kantonów:
1. Alausí
2. Chambo
3. Chunchi
4. Colta
5. Cumandá
6. Guamote
7. Guano
8. Pallatanga
9. Penipe
10. Riobamba